# Antonio Nusa
Antonio Eromonsele Nordby Nusa (ur. 17 kwietnia 2005 w Langhus) – norweski piłkarz pochodzenia nigeryjskiego, grający na pozycji napastnika w niemieckim klubie RB Leipzig oraz w reprezentacji Norwegii. 

## Sukcesy

### Club Brugge
- Mistrz Belgii: 2021/2022
- Superpuchar Belgii: 2022/2023[2]